# 庫德亞爾河
41°31′26″N 48°56′27″E / 41.5239°N 48.9408°E

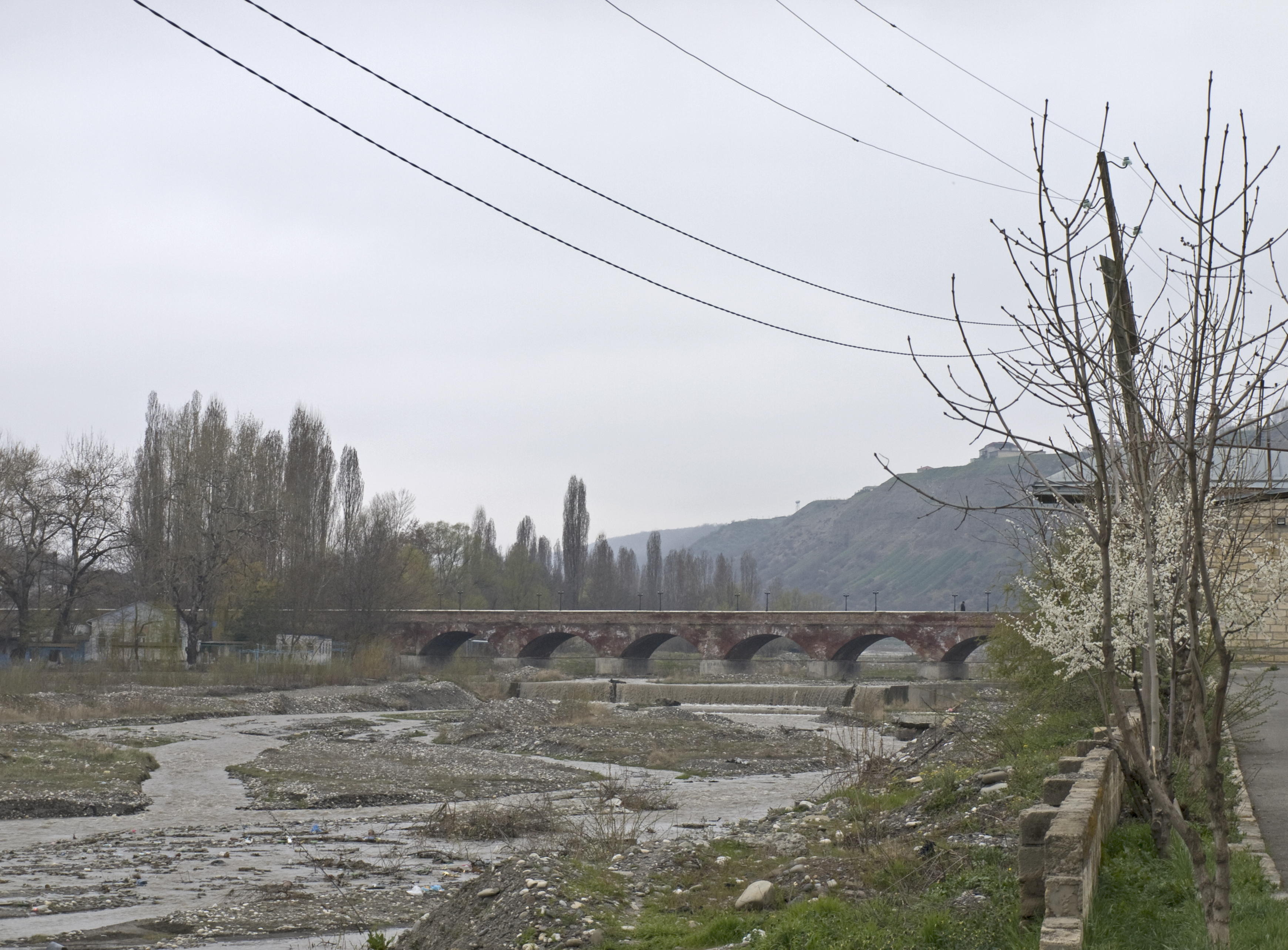

庫德亞爾河是阿塞拜疆的河流，位於該國東北部，流經庫巴區和哈奇馬斯區，河道全長108公里，流域面積799平方公里，發源自大高加索山脈。